# أبو زيد الكميم
أبو زيد عبد القوي ناجي الكميم، هو ناشط نقابي تربوي يمني، وشيخ مخلاف الكميم في مديرية الحداء، التابعة لمحافظة ذمار. شغل منصب نائب مدير التربية والتعليم بمديرية السبعين بأمانة العاصمة ومدير ثانوية الحورش سابقا. يرأس نادى المعلمين الذي أُسِّس منتصف العام 2023 لقيادة أول حراك منظم للمطالبة بمرتبات المعلمين والتربويين المقطوعة منذ سبع سنوات في المحافظات والمناطق الخاضعة لحكومة أنصار الله الحوثيون.

## اعتقاله والتهم الموجهة له
- في وقت مبكر من صباح يوم الأحد 8 أكتوبر 2023 قامت حملة أمنية تابعة لجهاز الأمن والمخابرات التابع لحكومة أنصار الله الحوثيون في العاصمة اليمنية صنعاء، بمحاصرة منزل أبو زيد الكميم رئيس نادي المعلمين وكسر بوابة المنزل في محاولة لاقتحامه بالقوة واعتقاله، بتهمة التعاون مع «تحالف العدوان»، وهي التهمة التي توجهها عادة حركة أنصار الله لمعارضيها والنشطاء السياسيين المعارضين لها، فيما إن التهمة الحقيقية من وراء عملية الاعتقال هي قيادته للإضراب العام للمعلمين، تحت مظلة نادي المعلمين، للمطالبة بصرف رواتبهم المقطوعة منذ سبعة أعوام والذي بدأ المعلمون تنفيذه منتصف شهر يوليو 2023، إلا أن الرجل رفض الخروج وتسليم نفسه وتبادل مع القوات الأمنية إطلاق النار قبل أن يتدخل وسطاء من شخصيات اجتماعية وقبلية لتجنب التصعيد، وتم الاتفاق مع قيادات في حركة أنصار الله الحوثيون على أن يتم تسليمه لجهاز الأمن والمخابرات عبر قاضي من المحكمة الجزائية - وهي المحكمة المختصة عادة بقضايا الإرهاب وأمن الدولة - دون أن يُمَس بأي أذى، وتم توثيق تسليمه للقوات الأمنية حياً معافى وتتحمل السلطات مسؤولية أي ضرر يصيبه بعد اعتقاله. وقد قوبلت عملية الاعتقال والإحالة إلى النيابة المختصة بالإرهاب بغضب واسع في الأوساط الحقوقية، حيث أصدر العشرات من المثقفين والنشطاء السياسيين والكتاب بياناً أعلنوا فيه تضامنهم المطلق مع رئيس نادي المعلمين ووصفوا عملية الاعتقال بـ«الجريمة بحق المعلمين والتعليم»، وذكروا أن الهدف من هذه الخطوة هو "إفشال الإضراب والمطالبة بالمرتبات وإفشال نادي المعلمين"، وطالبوا بالإفراج عنه فوراً. من جهتهم رد المعلمون ومنتسبي النادي بغضب على عملية الاعتقال وتعهدوا بمواصلة الإضراب حتى الاستجابة لمطلبهم.[1][2][3] كما حث محمد المقالح عضو اللجنة الثورية العليا، التابعة لأنصار الله الحوثيون، المعلمين على التضامن مع رئيس النادي وعدم السكوت على اعتقاله، الذي وصفه بـ "الفعل الشائن".[4]
- يوم الأحد 26 نوفمبر 2023: طالبت منظمة "رايتس رادر" الحقوقية التي تتخذ من أمستردام بهولندا مقرا لها، السلطات الحوثية بالإفراج الفوري وغير المشروط عن رئيس نادي المعلمين اليمنيين المعتقل منذ أكتوبر 2023 في سجون الحركة بصنعاء على خلفية نشاطه النقابي وحمّلت المنظمة، السلطات الحوثية المسؤولية القانونية الكاملة عن سلامته كما دعت لضمان حقه في الرعاية الصحية.[5][6]
- السبت 27 يناير 2024: قبائل محافظة ذمار التي ينتمي إليها الكميم، ومعهم عدداً من مشايخ المناطق الوسطى والشخصيات الاجتماعية والثقافية والتربوية، نظموا وقفة احتجاجية في ميدان السبعين بصنعاء للمطالبة بإطلاق سراحه بعد وصول جهود إطلاق سراحه إلى طريق مسدود بسبب رفض الجهات الأمنية على الرغم من توجيهات النائب العام بالإفراج عنه، ومنح المشاركون في الوقفة الجهات المعنية مهلة لمدة 4 أيام للإفراج عنه ورفاقه، غير أن السلطات تجاهلت تلك المهلة.[7][8]
- الثلاثاء 20 فبراير 2024: بالتزامن مع تدهور صحته وإعلانه البدء في إضراب مفتوح عن الطعام، احتجاجا على استمرار اعتقاله، دون توجيه أي تهمة حقيقية له،[9][10] السلطات الحوثية تحيل، رئيس نادي المعلمين وثلاثة من زملائه إلى المحكمة الجزائية المتخصصة بتهمة تحريض المعلمين على الإضراب، بعد رفضه قائمة من الشروط للإفراج عنه، منها التخلي عن رئاسة نادي المعلمين، وعدم المطالبة بالمرتبات.[11]
- الثلاثاء 27 فبراير 2024: أدانت رابطة أمهات المختطفين استمرار اختطاف رئيس نادي المعلمين وطالبت بالإفراج العاجل عنه نتيجة لما يمر به من ظروف صحية متدهورة نظرًا لإصابته بمرض السكري.[12]
- الثلاثاء 9 أبريل 2024: السلطات الحوثية تفرج عن رئيس نادي المعلمين بعد اكتمال 6 أشهر من الاعتقال.[13][14]

## روابط خارجية
صفحة أبو زيد الكميم على منصة إكس (تويتر)